# Landbouwkrediet
Landbouwkrediet of Crédit Agricole was een Belgische bank opgericht in 1937 door de Belgische staat, onder de naam Nationaal Instituut voor Landbouwkrediet (NILK). Vanaf 1 april 2013 ging het Landbouwkrediet verder onder de naam Crelan, na onder meer de overname van Centea. Het hoofdgebouw stond en bleef aan de Sylvain Dupuislaan in Brussel.
De opdracht was initieel kredieten te verlenen aan de land- en tuinbouwsector met staatswaarborg. Naderhand werd Landbouwkrediet een volwaardige bank die zich richtte naar een breder publiek en ook naar de particulieren. De meeste van de kantoren waren gevestigd in plattelandsdorpen. Door de overname in 2004 van Europabank was de Groep Landbouwkrediet ook vertegenwoordigd in alle Belgische steden. In 2007 werd Landbouwkrediet volledig eigenaar van Keytrade Bank. Vanaf juli 2011 bestond de Groep Landbouwkrediet uit vijf entiteiten: de coöperatieve bank Landbouwkrediet en haar vier dochters, Landbouwkrediet Verzekeringen, de nichebank Europabank, de onlinebank Keytrade Bank en Centea.
Luc Versele was de laatste CEO. De Fransman François Macé was de laatste voorzitter van de raad van bestuur. Deze laatste was tevens de directeur-generaal van het Crédit Agricole Nord de France. Nadien werden beiden bevestigd in hun functie bij Crelan.

## Geschiedenis

### Oprichting van het NILK
De gevolgen van de economische crisis van 1929 zijn nog goed voelbaar als de Belgische regering besluit tot de oprichting van het Nationaal Instituut voor Landbouwkrediet (NILK). Naast heel wat andere sectoren bevindt ook de landbouwsector zich in een crisis en heeft ze steun via een gespecialiseerde instelling nodig. Het NILK ziet op 30 september 1937 het levenslicht als overheidsinstelling met het doel om de kredietverstrekking aan land- en tuinbouwers te bevorderen. Het krijgt daarvoor een startfonds van 15 miljoen Belgische frank van de Belgische Staat.

### 1945: groei door technologische revolutie
De oorlogsjaren bemoeilijken de werking. De regering beslist om het NILK te betrekken bij haar herstelplan. De instelling voorziet in leningen tegen lage tarieven aan landbouwers die oorlogsschade geleden hebben. Onder invloed van de technologische revolutie richten de landbouwers rationelere hoevegebouwen op en kopen ze modernere machines. Voor het NILK betekent dat een belangrijke stijging van het aantal kredietaanvragen.

### De jaren 60: coöperatieve werking
De jaren zestig zijn doorslaggevend voor het NILK. Het start in 1961 met de oprichting van het Landbouwinvesteringsfonds. Dat fonds moet rendabele landbouwinvesteringen bevorderen door tegemoet te komen in de rentepercentages van de landbouwkredieten en borg te staan voor een deel van de kredieten. Door de grote vraag naar kredieten is het ook belangrijk dat het NILK fondsen via spaarboekjes en zichtrekeningen kan werven. In 1965 krijgt ze daarvoor de toestemming.
In 1966 start de Raad van Bestuur met twee Coöperatieve Deposito- en Kredietkassen voor de Landbouw: de Lanbokas in het noorden en Scopeca in het zuiden van het land. De kassen hebben als taak om het spaargeld van de landbouwers in te zamelen en kredieten toe te staan binnen afgesproken limieten. Deze kassen waren het begin van de coöperatieve structuur van de bank die het productaanbod kon uitbreiden met zichtrekeningen, spaarboekjes en hypothecaire kredieten.

### De jaren 80: modernisering van de parastatale instelling
Door problemen in de vleessector leidt de bank in 1985 een belangrijk verlies. Een triumviraat, bestaande uit directeur-generaal Albert Huygens en de adjunct-directeurs-generaal André Le Marec en Luc Versele krijgt de leiding over de parastatale instelling en werkt een herstelplan uit.

### De jaren 90: privatisering
De privatisering van het NILK verliep in verschillende fasen.
- In 1992 wordt de staatsinstelling NILK een Naamloze Vennootschap. Een directiecomité onder leiding van Jacques Rousseaux neemt de leiding. Op het einde van dat jaar wijzigt de naam in NV Landbouwkrediet.
- In 1995 stapte Swiss Life (Belgium) stapt in het kapitaal en wordt daarmee voor 37,45% aandeelhouder. De andere twee aandeelhouders blijven de Coöperatieve kassen (37,45%) en de Belgische Staat (25,1%).
- In 1996 trad Bacob toe als aandeelhouder van Landbouwkrediet, waardoor de Coöperatieve Kassen, Swiss Life en Bacob elk een derde van de aandelen hebben. Landbouwkrediet is als eerste overheidsbedrijf in België volledig geprivatiseerd.

In 1998 verhuisden de medewerkers van de gebouwen in de Jozef II-straat naar de nieuwe hoofdzetel op de Sylvain Dupuislaan in Anderlecht, waar ook de Galerie Dupuis (nu: Galerie Crelan) wordt geopend en het mecenaat van start gaat.

### De jaren 2000: overnames en groei
In 2003 werd de Franse grootbank Crédit Agricole voor 50% aandeelhouder van de nv Landbouwkrediet. De andere 50% van de aandelen bleven in handen van de Coöperatieve Kassen. 
In 2004 neemt de Groep Landbouwkrediet Europabank over die als dochterbank een autonome positie behoudt binnen de bankgroep. Deze bank was vooral in de stedelijke gebieden aanwezig en heeft een specifieke kennis over consumentenkrediet, kredieten aan KMO’s en ondernemingen, leasing en kredietkaarten. In 2005 verwelkomt de Groep Landbouwkrediet de moderne onlinebank Keytrade Bank als tweede bankdochter.
In 2007 richt de groep de verzekeraar Landbouwkrediet Verzekeringen op voor kredietgebonden verzekeringen.
In 2009 neemt het Landbouwkrediet neemt 5.000 private bankingklanten en 16.000 online klanten van het in problemen gekomen Kaupthing Bank Belgium over en zorgt ervoor dat die klanten opnieuw over hun effecten en tegoeden kunnen beschikken.

### Overname Centea en fusie tot Crelan
In 2011 nam Landbouwkrediet sectorgenoot Centea over van de KBC Groep voor € 527 miljoen, die na de kredietcrisis van 2008-2009 verplicht was dit onderdeel te verkopen. In tegenstelling tot Europabank en Keytrade Bank, die eerder opgenomen werden in de Groep Landbouwkrediet, bleef Centea niet als een aparte entiteit verder bestaan wat zorgde voor een gigantische groeisprong van het Landbouwkrediet. Op 1 april 2013 fuseerden Landbouwkrediet en Centea tot Crelan: een nieuwe naam, een nieuw logo en een nieuwe huisstijl. Dankzij deze fusie behoort Crelan tot de top 10 van de Belgische banken.

## Groepscijfers 2012 bij einde Landbouwkrediet
- Medewerkers: 3.827
- Klanten: 1.223.880
- Coöperatoren: 245.186
- Agentschappen: 910
- Winst: € 73,4 miljoen

In deze cijfers waren ook deze van Centea inbegrepen, dat op 1 juli 2011 een onderdeel werd van Landbouwkrediet.

## Sponsoring
Sinds 2001 was Landbouwkrediet hoofdsponsor van een wielerploeg voor profs, meestal met jonge Belgische renners. Bij de veldrijders had men de toprenner Sven Nys kunnen aanwerven vanaf 2008. Deze sponsoring liep verder onder het merk Crelan.